# Anna Andreevna Achmatova
Anna Andréevna Achmátova nata Gorenko (in russo А́нна Андре́евна Ахма́това?; Bol'soj Fontan, 23 giugno 1889 – Mosca, 5 marzo 1966) è stata una poetessa russa, considerata tra le maggiori del secolo in lingua russa.
Candidata nel 1965 al premio Nobel per la letteratura, nella cui graduatoria finale giunse seconda dietro al connazionale Michail Šolochov, fu tra le più critiche penne contro lo stalinismo, periodo storico nel quale il suo primo marito fu fucilato e il suo secondo marito e il figlio furono condannati alla detenzione nei gulag.
Ricevette riabilitazione letteraria dalle autorità sovietiche in tarda età, poco prima della morte avvenuta a Mosca nel 1966.

## Biografia

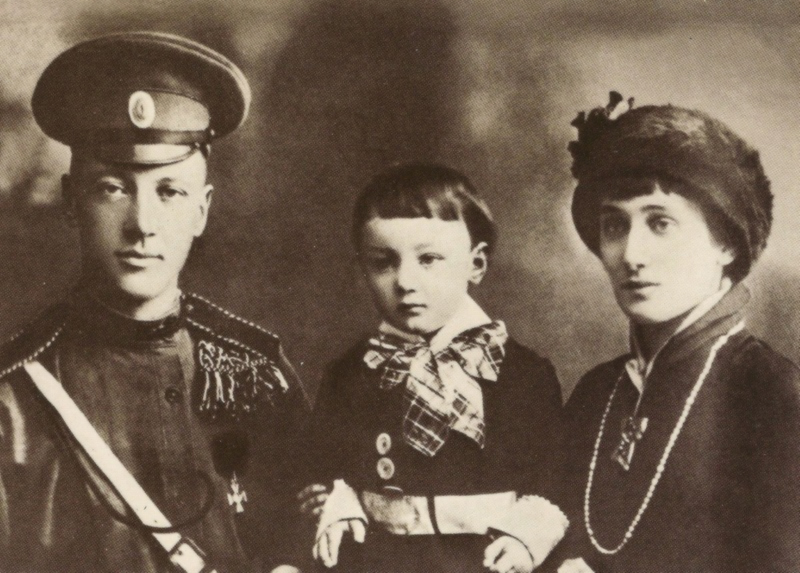
Anna Achmatova con il marito Nikolaj Gumilëv e il figlio Lev (1913)

Figlia di Andrej Antonovič Gorenko, funzionario pubblico, e di Inna Erazmovna Stogova, entrambi di nobile famiglia, fu sposata dal 1910 al 1918 con Nikolaj Gumilëv, dal quale ebbe il figlio Lev. Fece parte della Corporazione dei poeti, un gruppo acmeista fondato e guidato dal marito. Compose la prima opera, La sera, nel 1912, alla quale seguì Il rosario nel 1914, caratterizzate entrambe da un'intima delicatezza. Lo stormo bianco (1917), Piantaggine (1921), Anno Domini MCMXXI (1922) sono raccolte di versi ispirate dal nostalgico ricordo dell'esperienza biografica, che spesso assumono quasi la cadenza di una preghiera.
Dopo la fucilazione del primo marito, Nikolaj, nel 1921, seguì una lunga pausa indotta dalla censura, che la poetessa ruppe nel 1940 con Il salice e Da sei libri, raccolte dalle quali emerge un dolore derivato dalla costante ricerca della bontà degli uomini. Il figlio Lev fu imprigionato fra il 1935 e il 1940 nel periodo delle grandi purghe staliniane.

Anna Andreevna Achmatova ritratta il 1º gennaio 1921 da Moisej Nappelbaum

Espulsa dall'Unione degli Scrittori Sovietici nel 1946 con l'accusa di estetismo e di disimpegno politico, riuscì tuttavia ad essere riabilitata nel 1955, pubblicando nel 1962 un'opera alla quale lavorava già dal 1942, il Poema senza eroe, un nostalgico ricordo del passato russo, rielaborato attraverso la drammaticità che la nuova visione della Storia comporta, e attraverso una trasfigurazione dello spazio e del tempo in una concezione di puro fine.
Sulla sua poetica ebbe molta influenza la conoscenza delle opere di Dante Alighieri, come testimonia il filosofo Vladimir Kantor: «Quando chiesero ad Anna Achmatova, la matriarca della poesia russa, “Lei ha letto Dante?”, con il suo tono da grande regina della poesia rispose: “Non faccio altro che leggere Dante”».

## Opere tradotte in italiano
- Poesie, Firenze, Sansoni, 1951

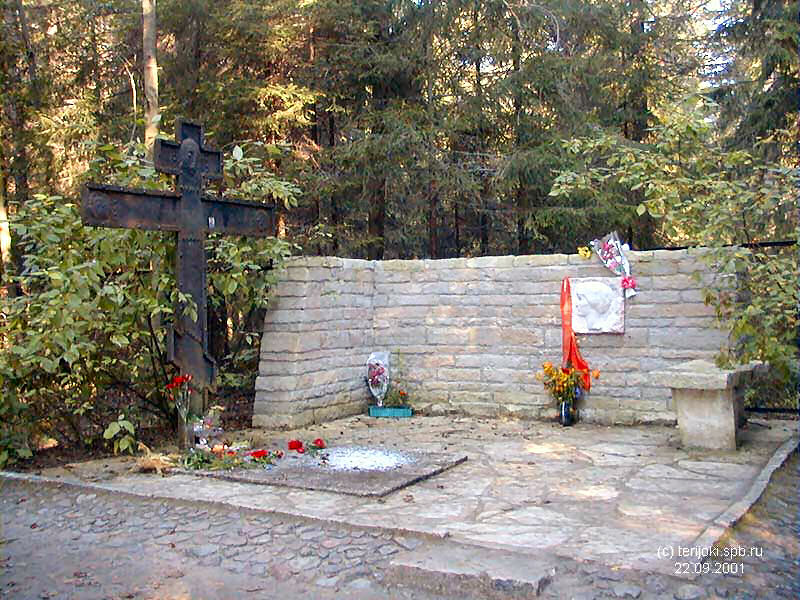
La tomba di Anna Achmatova nel cimitero di Komarovo (San Pietroburgo)

- Poesie. Introduzione e traduzione di Bruno Carnevali. Testo originale a fronte. Parma, Guanda, 1962
- Anna Achmatova, a cura di Raissa Naldi, presentazione di Ettore Lo Gatto, Milano, Nuova Accademia, 1962; Milano, La vita felice, 2018
- Il sogno e altre poesie, poesie tradotte da Raissa Naldi, dizione di Anna Proclemer, Mlilano, Nuova Accademia, 1965 (con disco 33 giri)
- Poema senza eroe e altre poesie, a cura di Carlo Riccio, Torino, Einaudi, 1966
- Le rose di Modigliani, a cura di Eridano Bazzarelli, Milano, Il saggiatore, 1982
- Liriche scelte (1902-1964), a cura di Maria Luisa Dodero Costa, Milano, Libri Scheiwiller, 1990
- Io sono la vostra voce..., a cura di Evelina Pascucci, prefazione di Sergio Romano, Pordenone, Studio Tesi, 1990
- La corsa del tempo: Liriche e poemi, a cura di Michele Colucci, Torino, Einaudi, 1992
- Lo stormo bianco, traduzione di Gene Immediato, prefazione di Silvio Riolfo Marengo, Cinisello Balsamo, San Paolo, 1995
- 47 poesie, traduzione di Michele Colucci e Carlo Riccio, Milano, Mondadori, 1996
- Poesie, a cura di Dan Danino di Sarra, Fondi, Confronto, 1997 (ristampa anastatica dell'ed. Sansoni, 1951)
- Amedeo Modigliani e altri scritti, a cura di Eridano Bazzarelli, Milano, SE, 2004
- Distrugga, per favore, le mie lettere: lettere 1906-1966, a cura di Maurizia Calusio, Milano, Archinto, 2005
- Luna allo zenit e altre poesie, a cura di Bruno Carnevali, Firenze, Passigli, 2007
- Il bacio dell'icona, a cura di Curzia Ferrari, L'ancora, Milano 2011
- È flebile la mia voce e altre poesie, cura e traduzione di Paolo Galvagni, Pistoia, Via del vento, 2012
- Il prodigio delle cose, a cura di Antonella Anedda, Milano, Corriere della Sera, 2012
- Il silenzio dell'amore : poesie, traduzione di Manuela Giabardo e Paolo Ruffilli, introduzione di Paolo Ruffilli, Castelfranco Veneto, Biblioteca dei Leoni, LCE edizioni, 2014
- Tutte le poesie (1904-1966). Versione metrica, traduzione di Bruno Osimo, Milano, ISBN 9788831462211 e 9788831462228, 2020
- Sera, traduzione di Bruno Osimo, Milano, La Vita Felice, ISBN 9788893467407, 2023